# Eranthis hyemalis
Eranthis hyemalis là một loài thực vật có hoa trong họ Mao lương. Loài này được (L.) Salisb. mô tả khoa học đầu tiên năm 1807.

## Hình ảnh

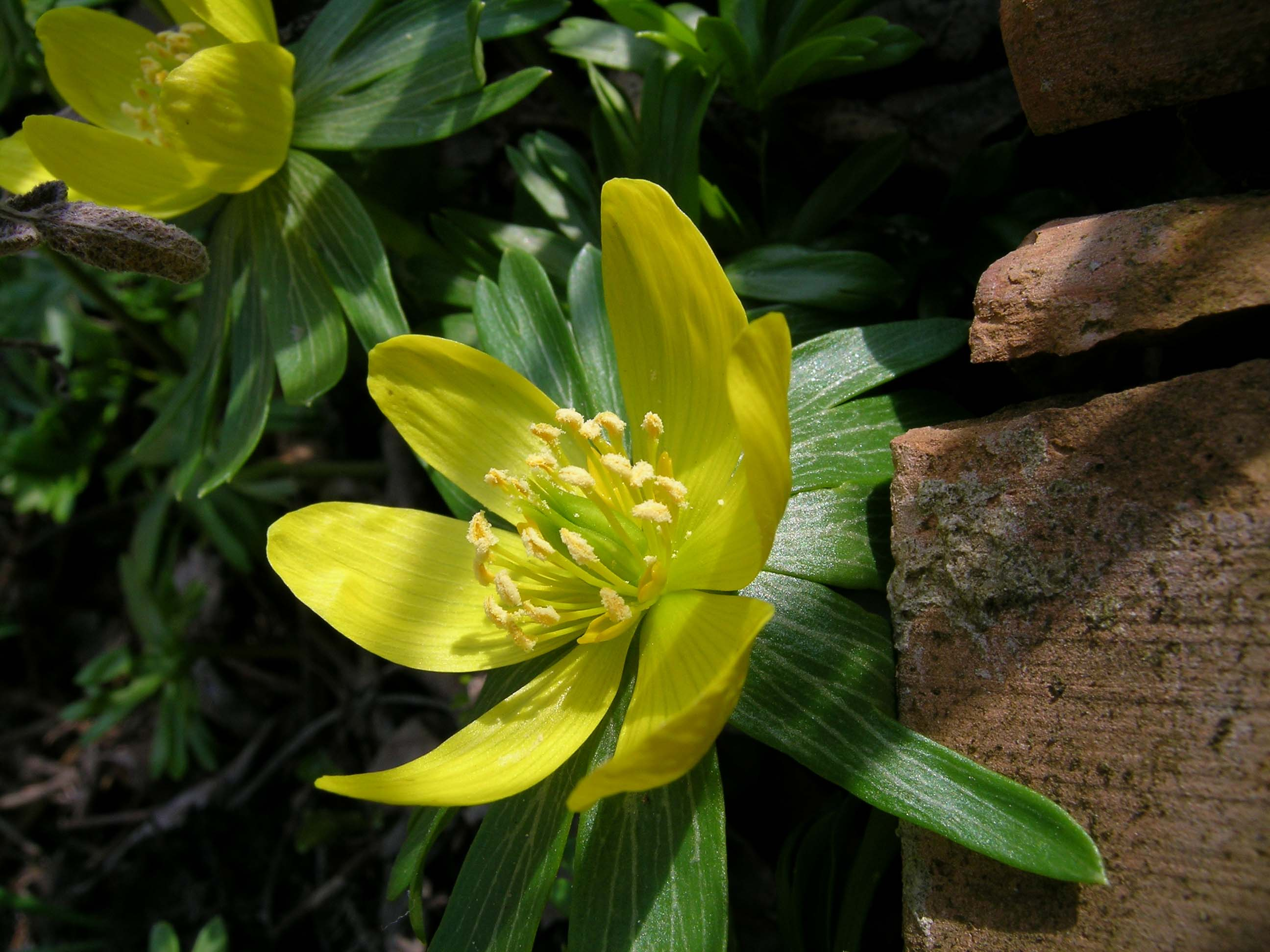
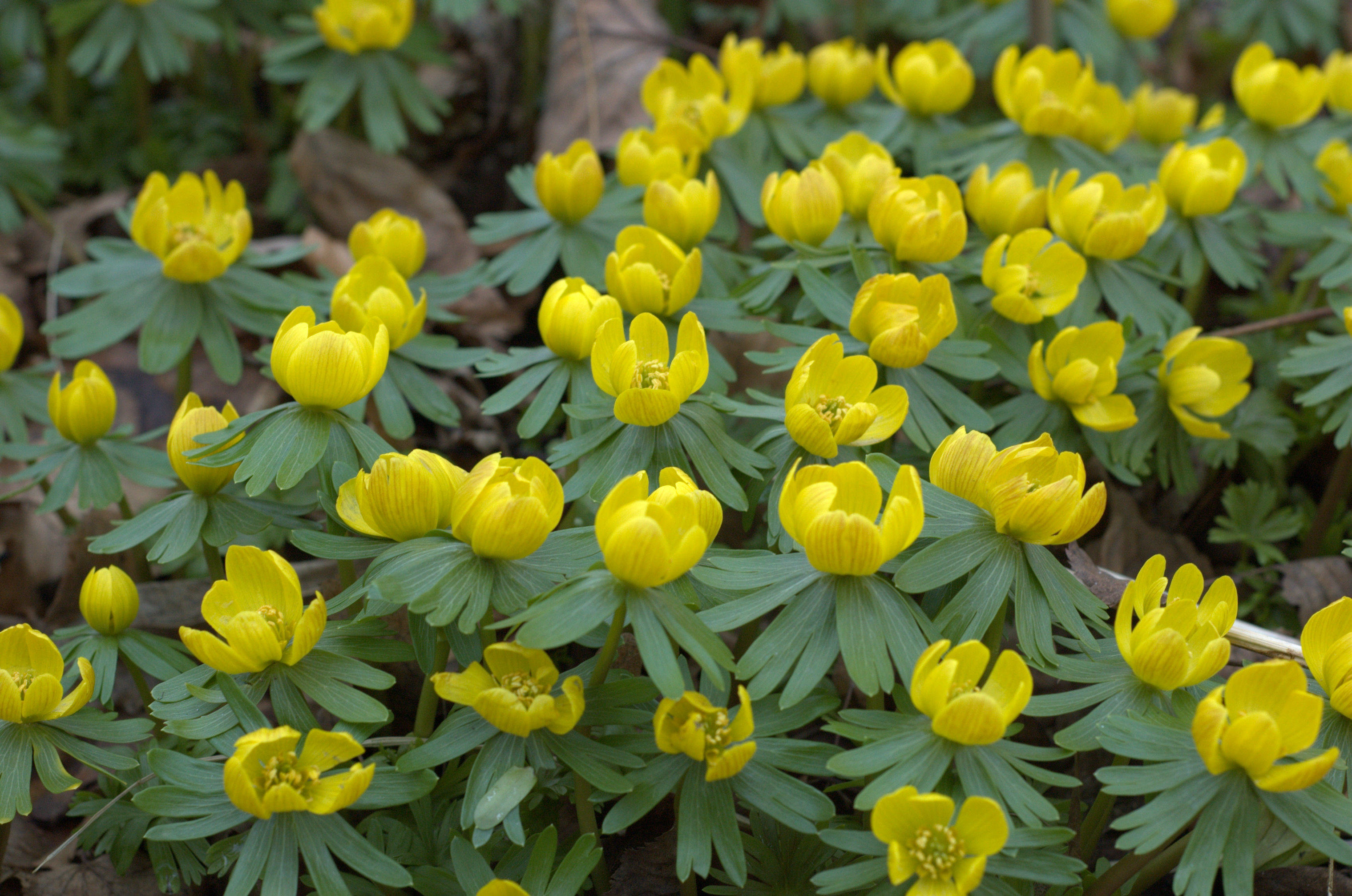
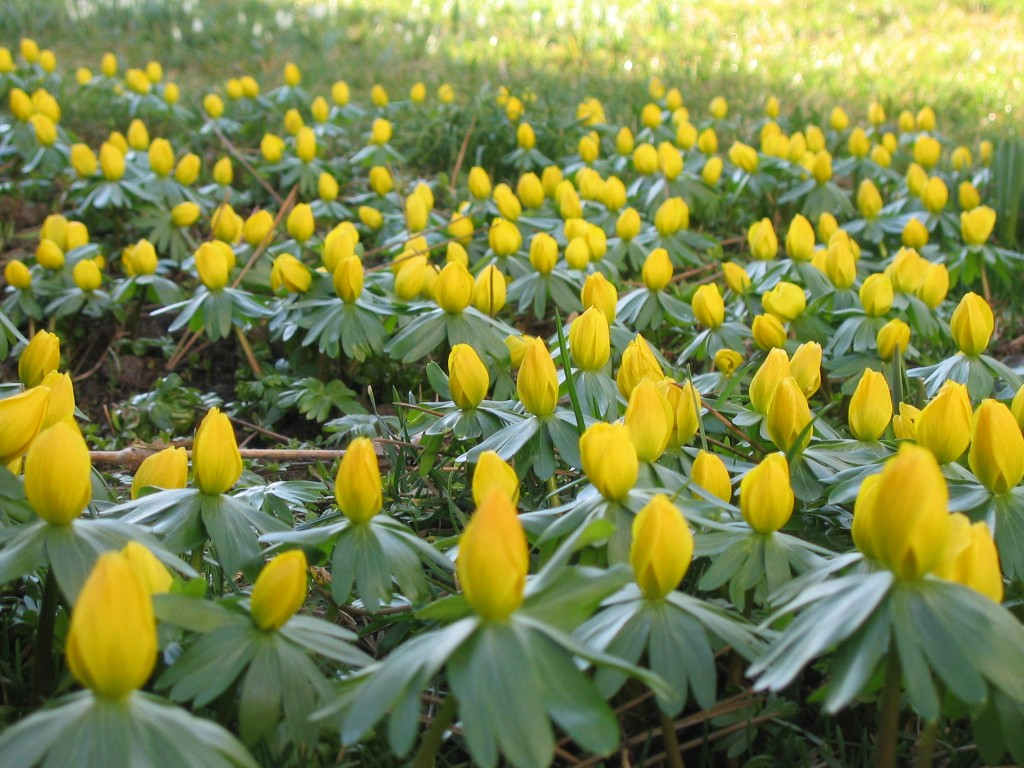
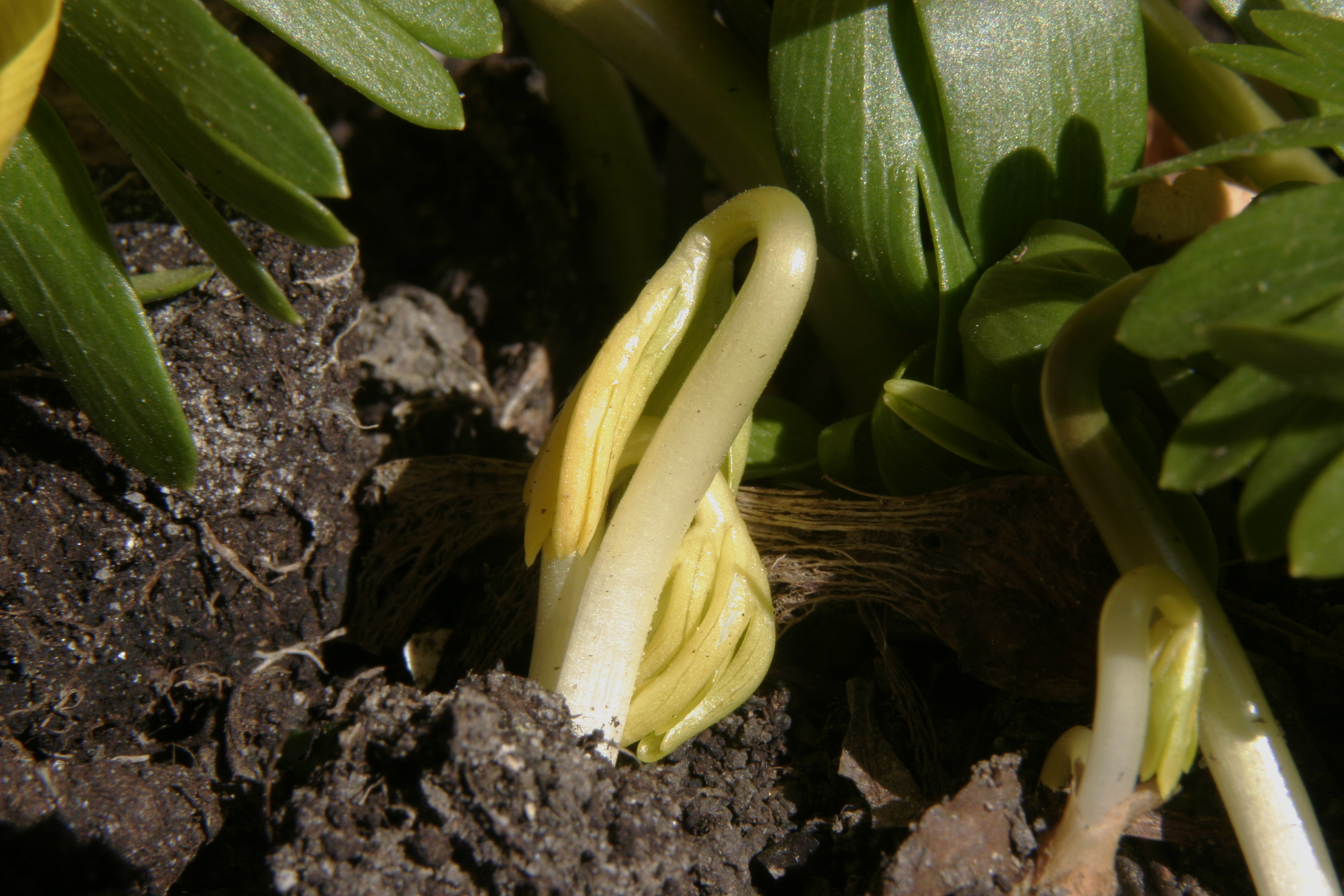